# Nieul-sur-l’Autise
Nieul-sur-l’Autise ist eine ehemalige französische Gemeinde im Département Vendée in der Region Pays de la Loire. Sie gehörte zum Arrondissement Fontenay-le-Comte und zum Kanton Fontenay-le-Comte (bis 2015: Kanton Saint-Hilaire-des-Loges). Sie hat 1.262 Einwohner (Stand: 1. Januar 2022), die Nieulais genannt werden.

## Geografie
Nieul-sur-l’Autise wird vom Fluss Autise durchquert, die auch teilweise die Gemeindegrenze nach Norden bildet.
Umgeben wird Nieul-sur-l’Autise von den Ortschaften Saint-Hilaire-des-Loges im Norden, Saint-Pompain im Osten, Benet im Süden und Südosten, Oulmes im Süden, Saint-Pierre-le-Vieux im Südwesten sowie Xanton-Chassenon im Westen und Nordwesten.

## Geschichte
Zum 1. Januar 2019 wurde Nieul-sur-l’Autise mit der Nachbarkommune Oulmes zur Gemeinde Rives-d’Autise zusammengelegt.

## Bevölkerungsentwicklung
| Jahr                      | 1962 | 1968 | 1975 | 1982 | 1990 | 1999 | 2006  | 2013  |
| Einwohner                 | 943  | 917  | 871  | 890  | 943  | 985  | 1.117 | 1.291 |
| Quelle: Cassini und INSEE |      |      |      |      |      |      |       |       |

## Sehenswürdigkeiten
- Champ-Durand, seit 1990 Monument historique

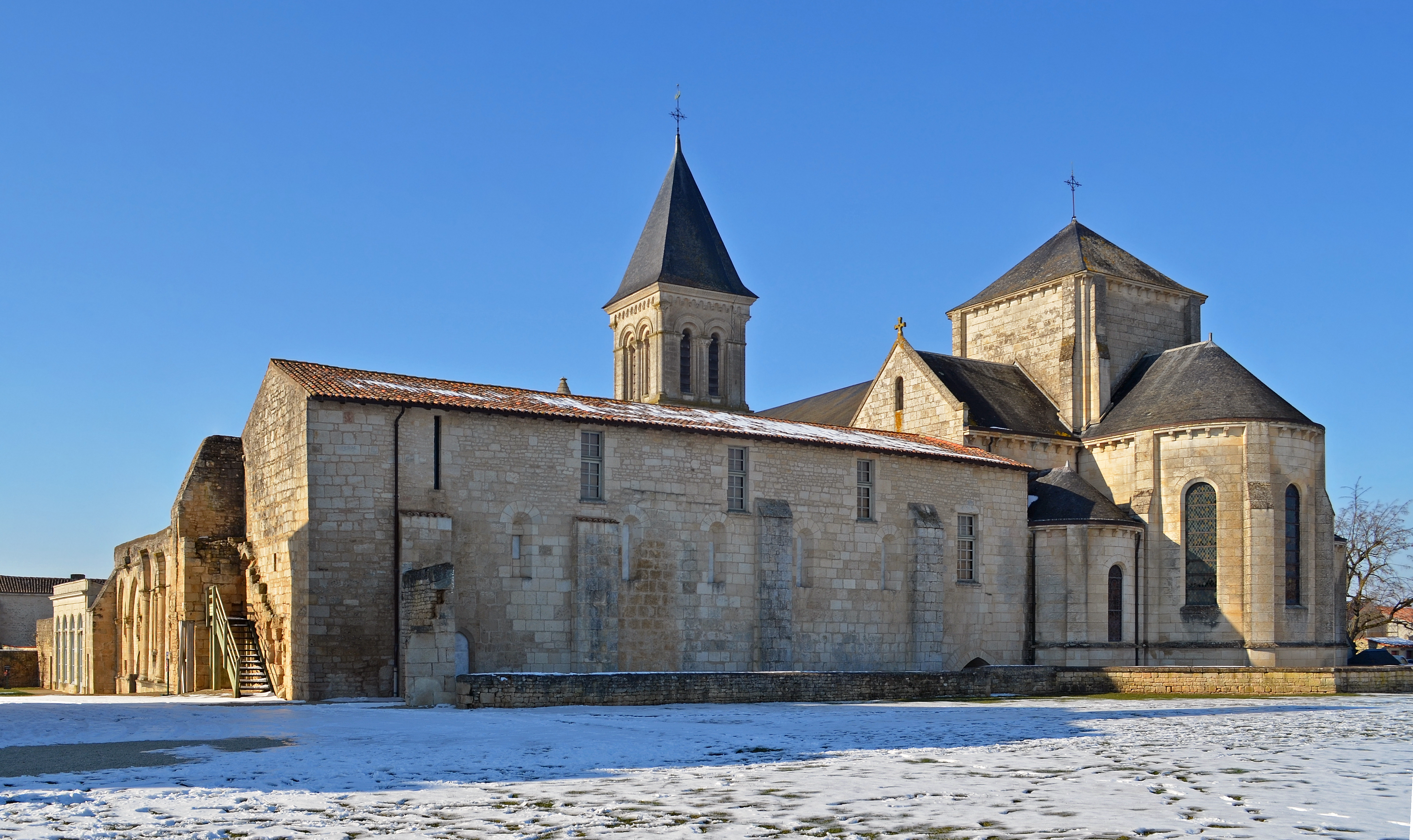
Kloster Saint-Vincent
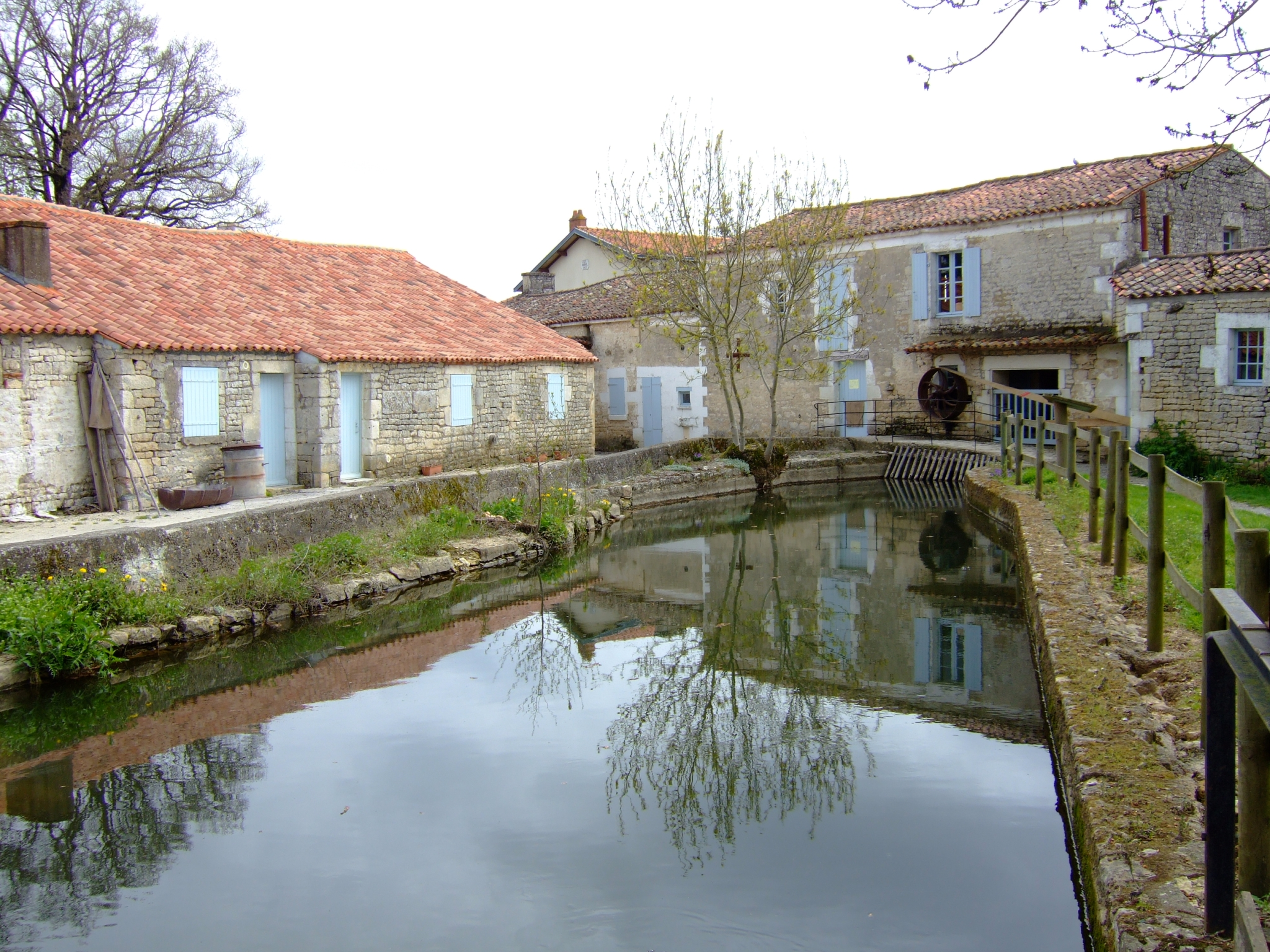
Wassermühle
- Schloss Le Vignaud

- Kloster Saint-Vincent
- Wassermühle